# Karl Friedrich Walch
Karl Friedrich Walch (* 22. September 1734 in Jena; † 20. Juli 1799 ebenda) war ein deutscher Rechtswissenschaftler.

## Leben
Karl Friedrich war Sohn des Theologen Johann Georg Walch. Nach Ausbildung durch Privatlehrer bezog er 1748 die Universität Jena, um ein Rechtsstudium zu absolvieren. Hierzu frequentierte er anfänglich Vorlesungen an der philosophischen Fakultät bei Christian Heinrich Eckhard, Johann Peter Reusch, Karl Gotthelf Müller, Georg Erhard Hamberger, Johann Bernhard Wiedeburg und Christian Wilhelm Franz Walch. An der juristischen Fakultät wurden Johann Caspar Heimburg, Johann August von Hellfeld, Johann Andreas Hofmann (* 29. August 1716 in Tambach; † 16. Mai 1795 in Marburg), Christian Gottlieb Buder (* 29. Oktober 1693 in Kittlitz; 9. Dezember 1763 in Jena) und Heinrich Brockes seine Ausbilder. 1753 promovierte er zum Doktor der Rechte, habilitierte sich und wirkte eine Zeit lang als Privatdozent in Jena. Nachdem er bereits 1750 Mitglied der lateinischen Gesellschaft in Jena geworden war, wurde er 1754 Vorsitzender derselben.
1755 erhielt er eine Berufung als außerordentlicher Professor der Rechte an die Universität Göttingen, noch im selben Jahr unternahm er eine Bildungsreise, welche ihn durch Deutschland, die Niederlande, Frankreich und Schweiz führte. Als er 1756 nach Jena zurückgekommen war, verwarf er das Göttinger Angebot. Stattdessen erhielt er im Juni 1756 eine Assessorstelle am Jenaer Schöppenstuhl und eine außerordentliche Professur der Rechte an der Salana. 1759 übertrug man ihm die ordentliche Professur des sächsischen Rechts und er wurde damit verbunden Assessor am Jenaer Hofgericht. Am 1. Dezember 1764 übernahm er die Professur der Institute und war damit Beisitzer der Juristenfakultät geworden. Am 14. Juni 1766 rückte er in die Professur der Pandekten auf und wurde schließlich Professor des Kodex und der Novellen in Jena.
1770 ernannte man ihn zum Hofrat von Sachsen-Gotha-Altenburg, 1774 wurde er Senior des Schöppenstuhls, 1778 Senior der Juristenfakultät und 1783 erhielt er den Titel eines geheimen Justizrates von Sachsen-Gotha und Sachsen-Weimar. Walch war auch Mitglied mehrerer Gelehrtengesellschaften. So wurde er Mitglied der Taubengesellschaft in Florenz, 1760 Mitglied der Bremerischen gelehrten Gesellschaft und 1767 Mitglied der Duisburgischen gelehrten Gesellschaft. Zudem beteiligte er sich an den organisatorischen Aufgaben der Jenaer Hochschule. So war er einige Male Dekan der Juristenfakultät und in den Sommersemestern 1767, 1773, 1779, 1785, 1797 sowie im Wintersemester 1773 Rektor der Alma Mater. Walch gilt als bedeutender Mitgestalter des deutschen Rechts des ausgehenden achtzehnten Jahrhunderts. Dabei ragen vor allem seine Vermischte Beiträge zu dem Teutschen Rechte hervor.
Walch war zwei Mal verheiratet.
Seine erste Ehe schloss er am 22. November 1762 in Zeitz mit Henrietta Amalia Tischer (* 27. Juni 1743 in Zeitz; † 17. April 1772 in Jena), Tochter des Amtmanns und kurfürstlich sächsischen Kammerkommissionsrates Georg Gottlieb Tischer und dessen Frau Johanna Dorothea Clauer (* Dresden; † 13. Februar 1758 in Zeitz). Aus der Ehe stammt die Tochter Charlotta Amalia Walch (* 1. November 1763 in Jena; † 1834).
Seine zweite Ehe ging er am 19. April 1774 mit Magdalena Maria Eccard, Tochter des geheimen Regierungsrats Johann Georg Eccardt in Eisenach ein. Aus der Ehe kennt man die Tochter Wilhelmina Friderika Walch (* 10. Januar 1775 in Jena), den späteren Professor der Rechte in Jena Karl Wilhelm Walch (* 3. Februar 1776 in Jena; 29. Juni 1853 ebd.) welcher sich mit Christiane Friedericke Wilhelmine Herzlieb verheiratete, den außerordentlichen Professor der Medizin in Jena Friedrich August Walch (* 20. Dezember 1780 in Jena; † 30. August 1837 ebd.) und den klassischen Philologen Georg Ludwig Walch (* 8. Mai 1785 in Jena; † 21. Januar 1838 in Greifswald).

## Werke (Auswahl)
- Commentatio de scholis publicis veterum Romanorum. Jena 1748
- Commentatio de scholis privatis veterum Romanorum. Jena 1748
- Commentatio de numis capricorno signatis Romanorum. Jena 1750 (Online)
- Commentatio de fortuna reduce, Jena 1751
- Jurisconsultus antecessor ex variis iuris civilis veterumque auetorum locis descriptus. Jena 1752
- Diss. de tutela extraneorum legitima. Jena 1753 (Präside Christian Gottlieb Buder, Online)
- Commentatio De Senatore Romano Medii Aevi. Jena 1753 (Online)
- Commentatio de philosophia Florentini Jurisconsulti. Jena 1754 (Online)
- Diss. jur. de aquae hauriendae servitute. Jena 1754 (Resp. Gotthold Ludwig Bonaventura von Cotta, Online)
- Commentatio de testamento prodigi iure Germanico invalido. Jena 1754 (Online)
- Progr. de formula Romanorum, qua nuncupabant vota et pro aeternitate Imperii et pro salute principum. Jena 1754
- Diss. jur. germ. de iurantis legitima aetate. Jena 1755 (Resp. Friedrich August Huch (1734–1794), Online)
- De testis reo paris praestantia in iure Germanico, liber singularis. Jena 1756
- Vorbereitungsgründe zur Teutschen bürgerlichen Rechtsgelahrtheit. Jena 1757 (Online)
- Commentatio iuris Germanici, de homine proprio civitatis experte. Jena 1758 (Online)
- Progr. in quo controversia usufructu nominis inter veteres iuris consultos agitata exponitur. Jena 1758
- Controversiam De Usufructu Nominis Inter Veteres Iurisconsultos Agitatam Exponit Et Disputationes De Variis Iuris Disciplinis Instituendas. Jena 1758 (Online)
- Diss. jur. germ. de instrumentorum post Juratam eorum diffessionem fide. Jena 1759 (Resp. Johann Emanuel Voigt, Online)
- Progr. de nobilium testamento iniurato. Jena 1759 (Online)
- Libellus singularis de conditione iurisiurandi ultimis voluntatibus adiecta. Jena 1759 (Online)
- Diss. jur. de renunciatione portionis statutariae tacita. Jena 1760 (Resp. Heinrich Ernst Reichardt, Online)
- Selectiorum iuris controversiarum Sylloge, in Collegii disputatorii usum conscripta. Jena 1761; Syll. II. Jena 1766
- Diss. jur. de legato heredis in arbitrium collato. Jena 1761 (Resp. Paul Ludwig Heyligenstädt, Online)
- Diss. jur de revenditione a laudemii onere libera. Jena 1761 (Resp. Christian Friedrich Holtzey, Online)
- Exercitatio jur. civ. de actu minus pleno. Jena 1762 (Resp. Heinrich Gottfried Lachmann, Online)
- Diss. jur. germ. de iure liberorum bona a parentibus adquisita retrahendi. Jena 1763 (Resp. Christian Gottlieb Voigt, Online)
- Diss. jur. germ. de bonis liberorum Lindaviensium profectitiis. Dem Verfangenen Guth. Jena 1764  (Resp. Johann Schielin, Online)
- Cura sexus illustrium ex legibus chartisque publicis eruta. Pro Loco. Jena 1764 (Online)
- Diss. jur. de nobilibus iure civitatis donatis. Jena 1764 (Resp. Johann August Friedrich von Göchhausen, Online)
- Diss. de transactionibus propter timorem litis interpositis. Jena 1766 (Resp. Christian Friedrich Thon, Online)
- Diss. inaug. de donatione capite damnati. Jena 1766 (Resp. Christoph Ludwig Kerner, Online)
- Diss. de usufructu nominum maritali. Jena 1767 (Resp. Georg Friedrich Stark, Online)
- Diss. Principia iuris Germanici in successione adscendentium feudali. Jena 1767 (Resp. Johann Friedrich Voigt, Online)
- Progr. Historia iuris civilis de vindicta privata. Jena 1768 (Dekanatsprogramm zur Promotion von Friedrich Christian Gottlob Ortel, Online)
- Diss. jur. germ. de infante herede. Jena 1768 (Resp. Johann Theodor Wilhelm von Vaersheim, Online)
- Diss. de querelae inofficiosae donationis praescriptione. Jena 1768 (Resp. Johann Mündler, Online)
- Diss. de contractu pignoratitio Hamburgensi. Jena 1769
- Diss. inaug. de hypotheca pupillorum ac minorum feudali Saxonica tacita. Jena 1769 (Resp. Johann Friedrich Günther (* 1735), Online)
- Principia iuris Germanici in successione descendentium feudali. Jena 1770 (Resp. Johann Georg Philipp Raken, Online)
- Diss. de consensu domini directi in alienationem feudi dato, in eius oppignerationem non extendendo. Jena 1770 (Resp. Johann Bernhard Christoph Eichmann, Online)
- Das Näherrecht systematisch entworfen. Jena 1766; Jena 1775 (Online); Jena 1795
- Introductio in controversias iuris recentiores inter iureconsultos agitatas. Jena 1771; Jena 1776; Jena 1791 (Online), Jena 1810 (Online)
- Vermischte Beyträge zu dem Teutschen Recht. 1. Teil Jena 1771 (Online); 2. Teil Jena 1772 (Online); 3. Teil Jena 1773 (Online); 4. Teil Jena 1774 (Online); 5. Teil Jena 1775 (Online); 6. Teil Jena 1777 (Online); 7. Teil Jena 1781 (Online); 8. Teil Jena 1793 (Online);
- Einleitung in die Wissenschaft, aus Akten einen Vortrag zu thun und darüber zu erkennen. Jena 1773
- Diss. de hypotheca pupillorum ac minorum feudali Saxonica tacita. Jena 1769
- Diss. de iure creditoris mutata re oppignorata. Jena 1769
- Progr. IV de genuino fonte distinctionis inter foetum animatum et non animatum. Jena 1768; 1775; 1781; 1783;
- Diss. de privilegio pecuniae in refectionem aedium creditae. Jena 1771
- Diss. de possessore legum ex sententia non possidente. Jena 1771
- Programma de laicis iudiciorum veterum Germaniae ecclesiasticorum scabinis. Jena 1771 (Dekanatsprogramm zur Promotion von Christian Wilhelm Melis (* 15. Dezember 1742 in Gotha), Online)
- Diss. jur. de transitu querelae inofficiosi testamenti ad heredes. Jena 1772 (Resp. Johannes Elias Völcker, Online)
- Diss. jur. Germ. de reliquiis communionis bonorum inter coniuges Brunsvicenses. Jena 1772 (Resp. Friedrich August Rosenthal, Online)
- Singularia Germanorum instituta de pace domestica. Progr. primum. Jena 1772 (Dekanatsprogramm zur Promotion von Johann Bernhard Christoph Eichmann (* 1. Oktober 1748 in Weimar), Online)
- Diss. de condominio successionis fundamento in Germania. Jena 1773
- Diss. de discrimine bonorum uxoriorum iure Rostochiensi sublato. Jena 1773 (Resp. Johann Christian Pries (Rostock), Online)
- Diss. inaug. jur. de usuraria pravitate sub palliata transactione. Jena 1773 (Resp. Johann Christian Karl Fürbringer, Online)
- Diss. de condominio successionis fundamento in Germania. Jena 1773 (Resp. Ehrhardt Friedrich von und zu Mannsbach, Online)
- Diss. inaug. de Privilegio Medicorvm Creditorvm In Concvrsv. Jena 1774 (Resp. Daniel Heinrich Hasentien, Online)
- Diss. inaug. de inventarii hereditatîs forma statutis in Hamburgensibus praescripta. Jena 1774 (Heinrich Gerhard Wilhelm Moldenhawer (Hamburg), Online)
- Progr. de laicis. iudiciorum veterum Germaniae eccleliasticorum scabinis. Jena 1771
- Progr. III Singularia Germanorum instituta de pace domestica. Jena 1772; 1776; 1778;
- Diss. de portione statutaria in legitimam computanda. Jena 1776
- Diss. de privilegio pecuniae hereditariae creditorum, in concursu. Jena 1776
- Diss. de privilegio Medicorum creditorum in coneursu. Jena 1774
- Diss. jur. de communione bonorum inter coniuges Mulhusanos. Jena 1775 (Resp. Ernst Adolph Reinhard, Online)
- Diss. jur. de testamento Principi oblato. Jena 1777 (Resp. Karl Anton Friedrich von Wurmb, Online)
- Diss. de tutore pupilli sui ante susceptam tutelam debitore. Jena 1777
- Diss. jur. de laudemio a liberis parentibus suis successuris solvendo. Jena 1777 (Resp. Heinrich Ehrhard von Eichelberg, Online)
- Diss. inaug. de Femina mutuum contrahente benefictorum muliebríum experte. Jena 1778 (Resp. Johann Ernst Bernhard Emminghaus, Online)
- Singvlaria Germanorvm Institvta De Pace Domestica. Jena 1778 (Dekanatsprogramm zur Promotion von Johann Ernst Bernhard Emminghaus (* 10. Januar 1752 in Jena), Online)
- Grundriss der Geschichte der in Teutschland geltenden Rechte. Jena 1780 (Online)
- Vollständige Ausführung des den Herren Gebrüderen von Hahn in das Schloss und Amt Seeburg zustehenden Erbfolgerechts. Frankfurt u. Leipzig 1781
- Diss. de pecunia in solutionem tributorum credita. Jenae 1781
- Disqvisitio Tertia Genvino Fonte Distinctionis Inter Foetvm Animatvm In Nemesi Carolina Art. CXXXIII. Jena 1781 (Dekanatsprogramm zur Promotion von Paul Ludwig Ferdinand Eber (* 12. Januar 1752 in Jena), Online)
- Diss. inaug de successione collateralium tertii gradus, ex iure Romano et Saxonico. Jena 1783 (Resp. Georg Christoph Wilhelm Völcker, Online)
- Diss. inaug. de revocatione confessionis capite damnati in die eius supplicio destinato. Jena 1783 (Resp. Johann Friedrich Werther (1764–1803), Online)
- Progr. de ritibus iudiciorum criminalium in constitut. Carolina art. 100 abrogatis. Jena 1783 (Dekanatsprogramm zur Promotion von Johann Friedrich Werther, Online)
- Programma De Ritibvs Ivdiciorvm Criminalivm In Const. Carolina Art. C. Abrogatis. Jena 1784 (Dekanatsprogramm zur Promotion von Carl Friedrich Adolph Weber (* März 1761 in Weimar), Online)
- Opuscula, quibus plura iuris Romani ас Germanici capita explicantur. Bd. 1, Halle 1785 (Online); Bd. 2, Halle 1787 (Online); Bd. 3, Halle 1793 (Online);
- Progr. de constitutionis criminalis Carolinae editione authentica. Jena 1785
- Progr. de privilegio dotis Judaeae. Jena 1785
- Progr. Reliquiae controversiae inter Bulgarum de Bulgaris et Martinum Gosiam de praelatione dotis. Jena 1785
- Glossarium Germanicum interpretationi Constitutionis Criminalis Carolinae inserviens. Praemissa est in eiusdem legis lectionem introductio. Jena 1790 (Online)
- Disqvisitio Prior De Vsv Ac Praestantia Reformationis Francofordiensis In Ivre Germanico. Jena 1790 (Dekanatsprogramm zur Promotion von Johann Wolfgang Textor (* 29. Januar 1767 in Frankfurt/Main), Online)
- Progr. Emblema Triboniani in L. ult. l. de usur. et fruct. leg. seu fideic. Jena 1790
- Diss. de jurata specificatione, loco inventarii exhibita. Jena 1790
- Progr. de juribus creditorum inscriptorum Megapolitanis. Part. I. Jena 1791
- Progr. de iuribus creditorum. infcriptorum Megapolitanis. Jena 1795
- Diss. inaug. de Testamentis Francofordiensivm Coram Tribvs Senatoribvs Vel Eorvm Vicariis Conditis. Jena 1796 (Resp. Friedrich Markus Lindheimer, Online)

### Herausgeberschaften
- Leop. Andr. Guadagni ICti Pisani, de Florentino codice omnium, quae exstant, pandectarum exemplorum parente disquisitio; denuo edidit, variasque observationes subiecit. Jena 1755
- Joacb. Hoppii Commentatio succincta ad Institutiones Justinianeas, recensuit, notas adîecit et cum introductione in lectionem Institutionum indiceque locupletissimo denuo edidit. Vol. I et II, Frankfurt am Main, 1772
- Christ. Henr. Eckhardi Hermeneutica juris, recensuit, perpetuisque notis illustravit. Leipzig 1779

## Weblink
- Werke von und über Karl Friedrich Walch in der Deutschen Digitalen Bibliothek